# Gheorghe Valeanu
Gheorghe Valeanu (Slatina, 12. veljače 1864. - ?) je bio rumunjski general i vojni zapovjednik. Tijekom Prvog svjetskog rata zapovijedao je VI., IV. i II. korpusom.

## Vojna karijera
Gheorghe Valeanu rođen je 12. veljače 1864. u Slatini. Sin je Costice i Marie Valeanu rođene Niculescu. Vojnu naobrazbu započinje 1882. godine pohađanjem Vojne škole za pješaštvo i konjaništvo u Bukureštu koju završava 1884. godine. Od 1884. pohađa Tehničko sveučilište u Parizu, a nakon toga od 1888. Školu za topništvo i inženjeriju u Fontainebleauu. Čin poručnika dostiže 1887. godine, u čin satnika promaknut je 1890. godine, dok je u čin bojnika unaprijeđen 1895. godine. Pohađa i Ratnu školu u Bukureštu. Godine 1901. promaknut je u čin potpukovnika, dok čin pukovnika dostiže 1907. godine. U čin brigadnog generala unaprijeđen je 1912. godine, nakon čega 1914. postaje zapovjednikom 2. divizije. Godine 1916. imenovan je zapovjednikom utvrđenog grada Bukurešt.

## Prvi svjetski rat
Nakon ulaska Rumunjske u rat na strani Antante Valeanu je imenovan zapovjednikom VI. korpusa. Navedeni korpus koji se sastojao od 16. i 18. divizije, nalazio se u sastavu 3. armije kojom je zapovijedao Mihail Aslan, te je držao položaje južno od Bukurešta. Šestim korpusom Valeanu je zapovijedao do 27. rujna 1916. kada je korpus raspušten.
Valeanu je 11. lipnja 1917. imenovan zapovjednikom IV. korpusa. Zapovijedajući IV. korpusom sudjeluje u Bitci kod Marastija, nakon čega je promaknut u čin divizijskog generala. Četvrtim korpusom zapovijeda do 1. kolovoza 1917. kada preuzima zapovjedništvo nad II. korpusom zamijenivši zapovjedništvo s Arturom Vaitoianuom koji je pak postao zapovjednikom IV. korpusa. Nakon preuzimanja zapovjedništva nad II. korpusom Valeanu zapovijedajući istim sudjeluje u Drugoj bitci kod Oituza. Drugim korpusom zapovijeda do 5. veljače 1918. godine.